# Hindsgavls amt
Hindsgavls amt (danska: Hindsgavl Amt) var ett amt i södra Danmark. Amtet omfattade Vends härad på den nordvästra delen av ön Fyn. Residensstaden Middelfart var amtets enda stad.

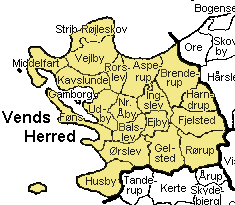
Karta över Vends härad, som mellan 1662 och 1793 utgjorde Hindsgavls amt.

## Administrativ historik
Hindsgavls amt bildades när Danmarks län ersattes av amt 1662 och ersatte då det dåvarande slottslänet Hindsgavls län.
Amtet upphörde i samband med amtsreformen 1793 då det, tillsammans med Assens, Odensegårds och Rugårds amt, blev en del av det då nybildade Odense amt, som sedan i sin tur blev en del av Fyns amt i samband med kommunreformen 1970. Sedan kommunreformen 2007 tillhör området Region Syddanmark.